# Гидрокодон
Гидрокодон или дигидроксикодеинон — полусинтетический опиоид, получаемый из природных опиатов кодеина и тебаина. Синтезирован в Германии в 1920 году. Гидрокодон является перорально эффективным наркотическим анальгетиком и средством против кашля. Обычно доступен в таблетках, капсулах и в форме сиропа,  входит в состав многих лекарств. Препарат действует как болеутоляющее и сильное супрессивное средство от кашля. Входит в перечень наркотических средств, оборот которых в РФ запрещён (список I). Правительство США ввело более жесткие правила назначения гидрокодона в 2014 году, переместив препарат из Списка III в Список II.

## Синтез
Гидрокодон является изомером кодеина и основным методом его синтеза является изомеризация кодеина с использованием платины или палладия в качестве катализаторов изомеризации:
| Кодеин | →          |  |
| Кодеин | Гидрокодон |  |

Гидрокодон может быть синтезирован гидрированием кодеинона или окислением дигидрокодеина, также может быть синтезирован из тебаина гидрированием в водном растворе с использованием в качестве катализатора палладия на угле:
| Тебаин | →          |  |
| Тебаин | Гидрокодон |  |

## Свойства
Гидрокодон уменьшает боль, связываясь с опиоидными рецепторами головного и спинного мозга. Употребление с алкоголем может усилить сонливость. Взаимодействие с ингибиторами моноаминоксидазы, так же, как другими наркотиками, может стать причиной сонливости. Использование препарата во время беременности запрещено, может привести к проблемам дыхания и даже к выкидышу.
Побочные эффекты: головокружение, тошнота, сонливость, запор, рвота и эйфория.
В редких случаях аллергическая реакция, нарушения кровоснабжения, изменения в настроении, умственная туманность, беспокойствие, летаргия, затруднённое мочеиспускание, судороги, сыпь.
Комбинация гидрокодона с другими лекарствами (такими как парацетамол, аспирин, ибупрофен и хоматрофин, метилбромид) входит в состав многих лекарственных препаратов.
Цели комбинации таковы:
1. Обеспечить увеличение обезболивания, через совмещение действия препаратов;
2. Чтобы ограничить потребление гидрокодона, вызывая неприятные и часто опасные побочные эффекты при передозировках.
Некоторые препараты (например, Hycodan) включают субтерапевтические дозы холинолитиков для предотвращения передозировки.

## Передозирование
Суточное потребление
Потребление гидрокодона не должно превысить 40 мг у пациентов с чувствительностью к опиатам. Типичный терапевтический диапазон 5—60 мг в сутки, в 4—6 доз по 2,5—10 мг. При назначении комбинированных средств с парацетамолом (в некоторых странах — ацетаминофен/APAP), не превышать 4000 мг парацетамола в сутки.
При хронических болях дозу пациентам увеличивают до 180 мг гидрокодона в день (только у опиато-зависимых, увеличивать плавно! смертельно для нового пациента).
Признаки передозировки включают затруднённое дыхание, чрезвычайную сонливость, оцепенение, холодную и/или липкую кожу, иногда брадикардию, гипотонию, кому.
Последствия
Серьёзная передозировка может повлечь остановку сердца, смерть.
Смешивание гидрокодона с алкоголем, наркотиками, амфетаминами, барбитуратами может привести к серьёзным неблагоприятным последствиям, включая остановку сердца, сердечный приступ, остановку дыхания, отказ печени и/или почек, желтуху, амнезию, слепоту и кому.